# 福島清
福島 清（ふくしま きよし、天保暦 慶応元年7月22日 / グレゴリオ暦 1865年9月11日 - 1927年8月9日）は、日本の俳優である。本名は笹岡 雅弁（ささおか まさわき）、俳号は来山（らいざん）。

## 人物・来歴
グレゴリオ暦 1865年9月11日（天保暦 慶応元年7月22日）、江戸（現在の東京都）に「笹岡雅弁」として生まれる。
明治維新後、法学を志し、旧制・帝国大学法科（現在の東京大学法学部）に入学するも、同学を中途退学して俳優となる。福井茂兵衛率いる「福井茂兵衛一座」の座員となり、のちに伊井蓉峰率いる「伊井蓉峰一座」に入門、やがて同劇団の幹部となった。
満45歳を迎える1910年（明治43年）前後、吉沢商店の目黒撮影所が製作する映画に出演、村田正雄、木村操、木下吉之助、藤川岩之助らと多く共演した。
1927年（昭和2年）8月9日、死去した。満61歳没。

## おもなフィルモグラフィ
サイレント初期はクレジットが存在せず、不明な作品がある。すべて出演。

### 吉沢商店
1910年
- 『女天下』 : 監督・脚本不明、共演村田正雄、興行島越電気館
- 『サーベル』 : 監督・脚本不明、共演村田正雄・木村栄・藤井六輔、興行浅草・電気館
- 『ひとりもの』 : 監督不明、原作・脚本吉沢商店考案部、共演木村操、興行浅草・帝国館（『辻うら売』併映）
- 『辻うら売』 : 監督不明、原作・脚本吉沢商店考案部、共演木村操、興行浅草・帝国館（『ひとりもの』併映）
- 『親子』 : 監督・脚本不明、共演木村操、興行浅草・電気館
- 『彫刻師』 : 監督不明、原作・脚本吉沢商店考案部、共演木村操、興行浅草・帝国館
- 『月一つ』 : 監督・脚本不明、共演木村操、興行浅草・電気館
- 『新野崎村』 : 監督・脚本不明、共演藤沢浅二郎、興行浅草・オペラ館
- 『三人一両損』 : 監督・脚本不明、興行浅草・電気館
- 『いたずら狐』 : 監督不明、原作・脚本吉沢商店考案部、共演木下吉之助、興行浅草・電気館
- 『うその皮』 : 監督・脚本不明、共演木下吉之助、興行浅草・三友館
- 『瓶の仙人』 : 監督・脚本不明、共演五味国太郎・関根達発、興行浅草・オペラ館
- 『樵夫の子』 : 監督・脚本不明、共演五味国太郎・関根達発、興行浅草・三友館
- 『二少年の誉』 : 監督・脚本不明、共演木下吉之助、興行浅草・三友館
- 『とんだ療治』 : 監督・脚本不明、共演木下吉之助、興行浅草・電気館

1911年
- 『松の緑』 : 監督不明、原作・脚本吉沢商店考案部、共演藤沢浅二郎、興行浅草・電気館（『火箸の由来』併映）
- 『火箸の由来』 : 監督・脚本不明、共演藤川岩之助・藤川新派、興行浅草・電気館（『松の緑』併映）
- 『千代萩』 : 監督不明、原作・脚本吉沢商店考案部、興行浅草・電気館
- 『吹雪の夜』 : 監督・脚本不明、興行浅草・電気館
- 『さつき晴れ』 : 監督・脚本不明、共演藤川岩之助、興行浅草・電気館
- 『おてんばもの』 : 監督・脚本不明、共演藤川岩之助、興行浅草・帝国館
- 『電話の声』 : 監督・脚本不明、共演藤川岩之助、興行浅草・電気館

## 註
1. 1 2 3 4 5 6  福島清、『講談社 日本人名大辞典』、講談社、コトバンク、2010年1月5日閲覧。
2. 1 2  福島清、日本映画データベース、2010年1月5日閲覧。
3. ↑  『日本映画発達史 1 活動写真時代』、田中純一郎、中公文庫、1975年11月25日 ISBN 4122002850、p.274-279.